# Nellie the Pride of the Fire House
Nellie the Pride of the Fire House è un cortometraggio muto del 1915. Il nome del regista non viene riportato nei credit del film. Prodotto dalla Nestor e distribuito dall'Universal Film Manufacturing Company, aveva come interpreti Eddie Lyons, Lee Moran, Billie Rhodes, John Francis Dillon e Neal Burns.

## Trama
Nellie, la figlia del capitano dei pompieri, viene rapita da Lee, che vuole sposarla contro la sua volontà. La ragazza verrà salvata da Eddie, il suo innamorato, che, unendosi ai vigili del fuoco, interrompe la cerimonia davanti al giudice di pace. Un'esplosione fa saltare per aria Lee mentre sta tentando la fuga.

## Produzione
Il film fu prodotto da David Horsley per la sua casa di produzione, la Nestor Film Company.

## Distribuzione
Distribuito dall'Universal Film Manufacturing Company, il film - un cortometraggio di una bobina - uscì nelle sale cinematografiche statunitensi il 23 febbraio 1915. Ne venne fatta una riedizione della lunghezza ridotta di 150 metri che fu distribuita sul mercato USA il 30 gennaio 1917.